# Marc Grewe
Marc Grewe (ur. 12 maja 1970), znany również jako Groo – niemiecki muzyk, wokalista i autor tekstów. Marc Grewe znany jest przede wszystkim z wieloletnich występów w grupie muzycznej Morgoth, której był członkiem w latach 1985-1998 i 2010-2014. W latach 1994–1998 równolegle występował w formacji Comecon. W 1999 roku dołączył do death-thrashmetalowej formacji Action Jackson. Grewe zespół opuścił w 2005 roku. W 2004 roku dołączył do supergrupy Insidious Disease. W jej skład weszli ponadto: gitarzysta grupy Dimmu Borgir - Sven "Silenoz" Atle Kopperud, były gitarzysta grupy Old Man’s Child - Jon "Jardar" Øyvind Andersen, basista Shane Embury z formacji Napalm Death oraz perkusista Tony Laureano znany m.in. z występów w grupie Nile.

## Dyskografia
- Morgoth - Cursed (1991, Century Media Records)
- Morgoth - Odium (1993, Century Media Records)
- Power of Expression - The Power of Expression (1994, Lost & Found Records)
- Comecon - Fable Frolic (1995, Century Media Records)
- Power of Expression - X-Territorial (1995, Century Media Records)
- Morgoth - Feel Sorry for the Fanatic (1996, Century Media Records)
- Insidious Disease - Shadowcast (2010, Century Media Records)

## Filmografia
- 666 - At Calling Death (1993, film dokumentalny, reżyseria: Matt Vain)